# Rathaus (Eggenfelden)

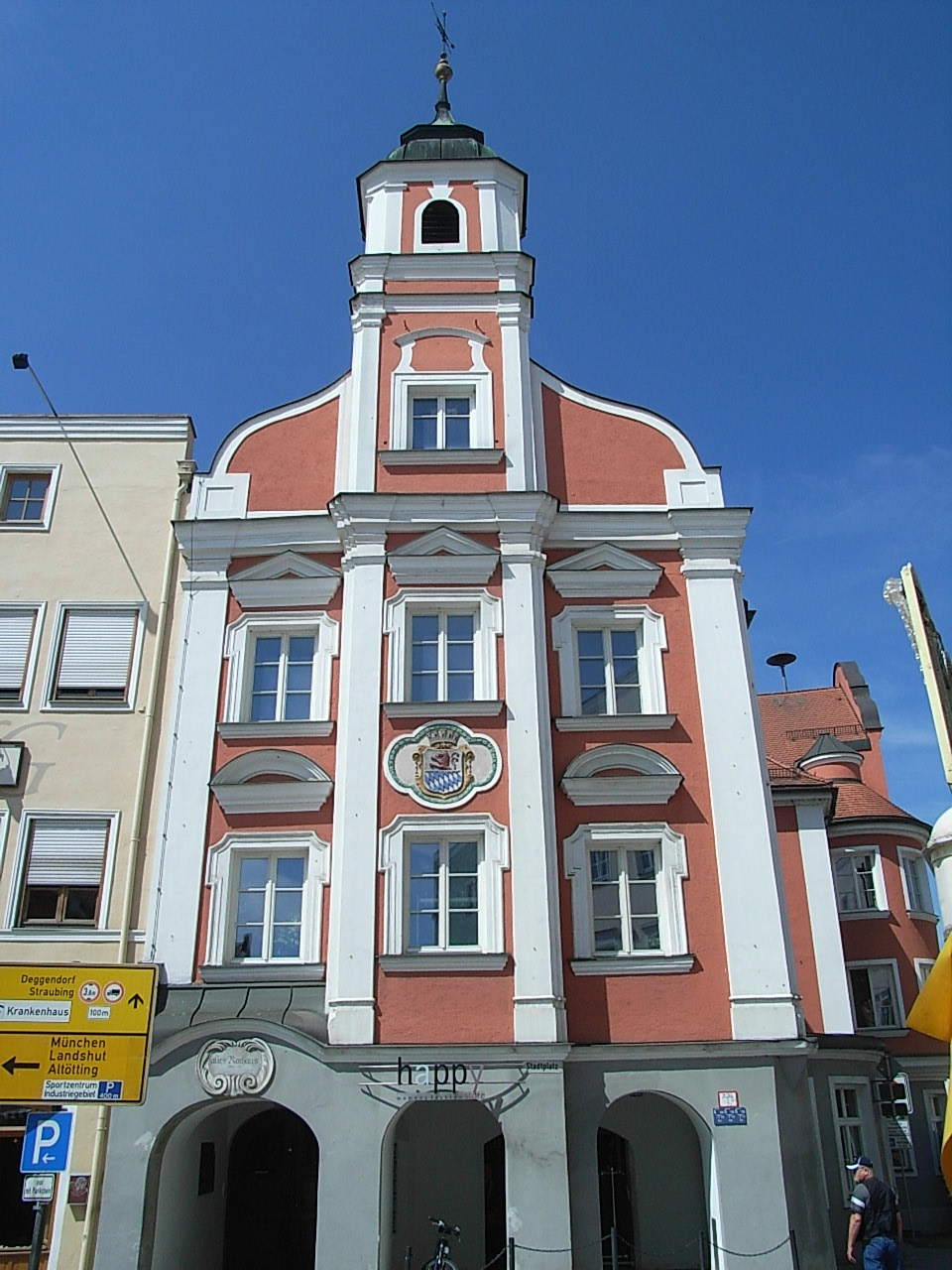
Rathaus in Eggenfelden

Das Rathaus in Eggenfelden, einer Stadt im niederbayerischen Landkreis Rottal-Inn, wurde 1701/02 errichtet. Das Rathaus am Stadtplatz 1 ist ein geschütztes Baudenkmal.
Der dreigeschossige Bau hat eine Putzgliederung und eine Giebelfassade aus den Jahren 1701/02. Die Turmbekrönung mit Dachknauf und Wetterfahne wurde 1777 geschaffen. Im Erdgeschoss ist straßenseitig ein Laubengang. Die Fenster sind mit halbrunden und dreieckigen Giebeln geschmückt.
Der rückwärtige Teil wurde 1912 neubarock umgestaltet.